# Elektronikus számla
Az elektronikus számla egy olyan számla (bizonylat), ami – az adott ország által meghatározott és elfogadott – elektronikus jelek formájában tartalmazza a számlaadatokat. A 2013. január 1-jén hatályba lépő 2010/45/EU irányelv FOGALMA szerint e-számlának minősül az a számla, amelyet elektronikus formában bocsátottak ki és fogadtak be. Azonban mind az említett irányelv, mind az azt átültető magyar áfatörvény kimondja, hogy ugyanakkor az e-számlának teljesítenie kell az alábbi alapelveket: megbízható módon biztosítani kell a számla eredetének hitelességét, adattartalma sértetlenségét és olvashatóságát.

## Fogalma
Az elektronikus számla olyan nem papír alapú számla, amely egy eredeti példányban készül, és egyszerűen fájlmásolás útján sokszorosítható.
Az áfatörvény 175. § (1) bekezdése alapján számlát elektronikus úton kibocsátani kizárólag abban az esetben lehet, ha a számla és az abban foglalt adattartalom sértetlensége, valamint eredetiségének hitelessége és olvashatósága biztosított. Az elektronikus számla és adattartalmának sértetlensége azt jelenti, hogy a számla megegyezik az eredetileg kibocsátottal, a számlára utólag semmiféle változtatást, módosítást nem vezethetnek. Az elektronikus számla eredetének hitelessége alatt az értendő, hogy technikai eszközök segítségével egyértelműen azonosítható a számlát kibocsátó, és minden kétséget kizáróan megállapítható, hogy a számlát a számlán szereplő adóalany bocsátotta ki.

## Kiállításának módjai
Az áfatörvény 175. §-a a 2010/45/EU irányelvvel összhangban nem rendelkezik az elektronikus számla kiállításának módjáról, csak alapelveket állít vele szemben. Mind az uniós irányelv, mind a magyar áfatörvény az egyéb és új hitelesítési lehetőségek mellett továbbra is az egyik megbízható hitelesítési módnak a digitális aláírást javasolja a hatályos jogszabályokban elvárt megbízható ellenőrzési nyomvonal létesítése érdekében.

### PKI számla
(Public Key Infrastructure) = nyílt kulcsú infrastruktúra
Az elektronikus aláírási törvény (Eat.) határozza meg az elektronikus iratok aláírásának rendjét. Ennek megfelelően legalább fokozott biztonságú elektronikus aláírással ellátott elektronikus dokumentum kezelhető számlaként. Természetesen nincs akadálya, hogy a számla kibocsátásakor a fokozott biztonságú elektronikus aláírásnál szigorúbb követelményekkel rendelkező minősített elektronikus aláírás kerüljön alkalmazásra.

#### Elektronikus aláírás
Minősített szolgáltató által kibocsátott elektronikus aláírás a számla hitelességét és eredetiségét hivatott igazolni. Az elektronikus számla és az elektronikus aláírás ebben az esetben elválaszthatatlanok egymástól. Egy elektronikus aláírás csak egy számlához tartozik és fordítva. Ha egy aláírt számlán bármilyen apró változtatás történik, akkor az aláírás már nem rendelhető hozzá, így az elveszíti a hitelességét.
Az elektronikus aláírás nyilvános kulcsú titkosítással, más néven aszimmetrikus kulcspárú (RSA) titkosítással valósul meg.

#### Időbélyeg
Az időbélyeg a számla létrehozásának pontos időpontját adja meg. A 2013. január 1-jén életbe lépett jogszabályi változások értelmében az időbélyeg már nem alapkövetelmény a PKI rendszerben kiállított számlán. Azonban használatával az elvárt alapelveknek eleget téve pontosan tudjuk, hogy a számla melyik időpillanatban készült.

#### Minősített hitelesítés-szolgáltatók
Minősített elektronikus aláírást az Európai Unió által elfogadott, megbízható bizalmi szolgáltatók listáján (EUTL Lista) szereplő bizalmi szolgáltatóktól lehet vásárolni. Bármely, ezen listán szereplő szolgáltató által kiállított minősített aláíró, bélyegző vagy időbélyegző tanúsítványt, az egész Unió területén kötelező elfogadni.

### EDI számla
Az Electronic Data Interchange (EDI) rendszerben, azaz elektronikus adatcsere rendszerben létrehozott és továbbított számlához nincs szükség hitelesítő-szolgáltatóra, az adatcsere és a rendszer csak kétszereplős. Ebben az esetben a számlán szereplő adatok megbízhatóságát, hitelességét a rendszer zártsága biztosítja, amely lehetetlenné teszi a kommunikációba történő bármilyen külső beavatkozást. Az EDI rendszernek így nem alapfeltétele az elektronikus aláírás, mivel lényegében két számítógép zárt kommunikációjáról van szó. Emiatt azonban a feleknek szükséges előzetesen és írásban megállapodni arról, hogy pontosan milyen formátumot használnak és részletes technikai leírást adnak mind az EDI adatokról, mind pedig a rendszer használatáról. Ehhez a szerződéshez a 46/2007 PM rendelet egy ajánlott mintát is tartalmaz, amely összhangban áll az uniós ajánlással.

### Egyéb módszer
A legfrissebb, 2010/45/EU irányelv nagyobb rugalmasságot biztosít az e-számla kiállítónak, abból a célból, hogy az elektronikus számlázás elterjedjen az EU-ban. Az irányelv és vele jogharmonizálva az áfatörvény elfogadja az új és egyéb hitelesítési lehetőségeket, azonban biztosítani kell a megbízható ellenőrzési nyomvonal érdekében az elvárt alapelveket az e-számlával szemben. Az EU előírása kizárólag azt határozza meg, hogy az adattartalom sértetlenségét és az eredetiség hitelességét biztosítania kell a módszernek. Számunkra, mint befogadó fél számára ez azért fontos, mert ennek megfelelően az Európai Unión belülről érkező elektronikus számlák nemcsak az elektronikus aláírással és az EDI rendszeren keresztül továbbítva hitelesek, hanem más módszerrel előállított számlák is megbízhatóak lehetnek, ha biztosított azok adattartalmának sértetlensége és eredetiségének hitelessége.

## E-számla megjelenése
Az elektronikus számla kibocsátási formátumára semmilyen jogszabályi előírás nincsen. Lehet képfájl (jpg), szöveges fájl (txt) vagy PDF állomány, akár többfajta kimenet is megvalósítható.
A 46/2007. PM rendelet az elektronikus számla fájlformátumát határozza meg és nem a kibocsátás formátumát. Ez azt jelenti, hogy az elektronikus számla kibocsátható bármilyen formátumban, de a fájlformátuma kizárólag az állami adóhatóság által közleményben közzétett formátumnak megfelelő lehet. Az elektronikus számla tehát kibocsátható például PDF formátumban a könnyebb megjelenítés érdekében, azonban a fájl formátuma kizárólag a hatályos jogszabályi előírásoknak megfelelő lehet pl. txt fájl.
Az elektronikus számlázás során az adóhatóság által elfogadott fájlformátumok:
- .txt formátum (szövegfájl)
- bármilyen más olyan ún. print fájl formátum, amely nem tartalmaz formázott szöveget, illetve karaktereket, továbbá nem találhatók a fájlban – a soremelésen és az oldalkezdet jelzésén kívül – utasítások, és a fájl tartalma (a fájlban szereplő szöveg, illetve karakterek) egyértelműen megfeleltethető a kinyomtatott adatoknak (a fájlban szereplő karakterek sorozata, tulajdonsága a papírra történő kinyomtatással sem változik),
- .csv fájlformátum,
- .dbf fájlformátum,
- .mdb fájlformátum,
- .xls (Excel) fájlformátum,
- .xml fájlformátum.

## Adattartalma
Az elektronikus úton kibocsátott számlának ugyanazon adattartalommal kell rendelkeznie, mint a papíron kibocsátottnak. A számla adattartalmáról az áfatörvény 169. §-a rendelkezik.

## Továbbítása
Elektronikus számlának a vevő részére történő továbbítására nincsenek jogszabályi rendelkezések, így arra bármilyen formában lehetőség van valamilyen elektronikus adathordozó segítségével (e-mail, CD, DVD, pendrive, stb.). Az elektronikus aláírással és időbélyegzővel ellátott elektronikus számlát további elektronikus aláírással nem kell ellátni az e-mailes továbbításnál.

## Megőrzése, archiválása
A számviteli törvény 169. § (2) bekezdése a könyvviteli elszámolást alátámasztó számviteli bizonylatok megőrzési idejét legalább 8 évben határozza meg, amely megőrzési idő az elektronikus formában kiállított számlákra is érvényes. A részletes szabályokat a digitális archiválás szabályairól szóló 114/2007. (XII. 29.) GKM rendelet tartalmazza. Az elektronikus számla csak elektronikus formában állítható ki, továbbítható és tárolható, annak papír alapú módozata eredeti hiteles dokumentumként nem használható. A megőrzés során ki kell zárni a törlődés, véletlen megsemmisülés, sérülés lehetőségét, továbbá a jogosulatlan hozzáférés esélyét.
A megőrzést végezheti:
- a számlabefogadó maga,
- digitális archiválással foglalkozó szolgáltató.

## Sokszorosítása, számlamásolat
Az elektronikus számlák esetén az elektronikus másolat fogalma nem létezik, ugyanis a kiállított elektronikus számla bármennyi példányban sokszorosítható, az továbbra is „eredeti” marad.
Az elektronikus aláírás törvény 4. § (3) bekezdése alapján a fokozott biztonságú, illetve minősített elektronikus aláírással ellátott elektronikus dokumentum kinyomtatott papír alapú módozata eredeti hiteles dokumentumként nem használható. Ebből következően az elektronikus számlák vonatkozásában kizárólag az elektronikus formában létező – elektronikus aláírással és időbélyegzővel ellátott – számlák tekinthetők hiteles elektronikus számlának.

### Jogszabályok
- A Tanács 2006/112/EK irányelve (2006. november 28.) a közös hozzáadottértékadó-rendszerről, az ún. áfairányelv. Sokszor módosult, ezért érdemes az egységes szerkezetbe foglalt változatot nézni.
- A Tanács 2010/45/EU irányelve (2010. július 13.) a közös hozzáadottértékadó-rendszerről szóló 2006/112/EK irányelvnek a számlázás szabályai tekintetében történő módosításáról

- 2000. évi C. törvény a számvitelről
- 2001. évi XXXV. törvény az elektronikus aláírásról
- 2007. évi CXXVII. törvény az általános forgalmi adóról – 175. §

- 24/1995. (XI. 22.) PM rendelet a számla, egyszerűsített számla és nyugta adóigazgatási azonosításáról, valamint a nyugta adását biztosító pénztárgép és taxaméter alkalmazásáról
- 46/2007 (XII. 29.) PM rendelet az elektronikus számlával kapcsolatos egyes rendelkezésekről
- 114/2007. (XII. 29.) GKM rendelet a digitális archiválás szabályairól

### További hivatkozások
- Az elektronikus számla jogszabályi háttere és gyakorlata Archiválva 2011. június 9-i dátummal a Wayback Machine-ben
- APEH közlemény az elektronikus számlázásról